# كأس هولندا السياحية 1996
كأس هولندا السياحية 1996 هو سباق دراجات نارية أقيم بتاريخ 29 يونيو 1996 في حلبة أسن تي تي. كان الجولة السابعة من أصل 15 في سباق الجائزة الكبرى للدراجات النارية موسم 1996. فاز الأسترالي ميك دوهان بفئة 500 سي سي.

## وصلات خارجية
- الموقع الرسمي